# Thesium singulare
Thesium singulare är en sandelträdsväxtart som beskrevs av O.M. Hilliard. Thesium singulare ingår i släktet spindelörter, och familjen sandelträdsväxter. Inga underarter finns listade i Catalogue of Life.